# DGC Records
Pour les articles homonymes, voir DGC.
DGC Records (David Geffen Company) est un label discographique américain de rock, basé à Santa Monica, Californie. Il est fondé en 1990 par David Geffen.

## Histoire
David Geffen lance DGC Records en 1990, après avoir vendu son label Geffen Records à MCA. À son lancement DGC est une filiale de MCA, dirigée par le président de Geffen Ed Rosenblatt. Le label est fondé dans le but de développer de nouveaux artistes.
DGC devient un label important du rock alternatif américain en signant des groupes comme Sonic Youth ou Nirvana, dont l'album Nevermind (DGC/Sub Pop) se classe numéro 1 des ventes aux États-Unis en 1992
. Leur catalogue s'étoffe avec les signatures de Weezer, Hole, le groupe de Courtney Love, les Counting Crows, ou encore Beck. Le contrat de ce dernier lui permet de réaliser les albums dont DGC juge le potentiel commercial faible sur d'autres labels. Parmi les albums de Beck édités par DGC figurent notamment Mellow Gold et Odelay, sorti en 1996 et nommé pour plusieurs Grammy Awards.